# Andgölen (Södra Vi socken, Småland)
Andgölen är en sjö i Vimmerby kommun i Småland och ingår i Motala ströms huvudavrinningsområde. Sjön har en area på 0,0651 kvadratkilometer och ligger 175,7 meter över havet.

## Delavrinningsområde
Andgölen ingår i det delavrinningsområde (639990-148700) som SMHI kallar för Mynnar i Stångån. Medelhöjden är 184 meter över havet och ytan är 32,89 kvadratkilometer. Det finns inga avrinningsområden uppströms utan avrinningsområdet är högsta punkten. Grytgölsbäcken som avvattnar avrinningsområdet har biflödesordning 3, vilket innebär att vattnet flödar genom totalt 3 vattendrag innan det når havet efter 239 kilometer. Avrinningsområdet består mestadels av skog (84 procent). Avrinningsområdet har 1,05 kvadratkilometer vattenytor vilket ger det en sjöprocent på 3,2 procent.